# Theodor Lichtenhein
Theodor Lichtenhein (Königsberg, gennaio 1829 – Chicago, 19 maggio 1874) è stato uno scacchista tedesco naturalizzato statunitense.
Nato a Königsberg nella Prussia Orientale, imparò gli scacchi a 12 anni e dopo sei anni diventò presidente del circolo di scacchi di Königsberg. Dopo aver studiato medicina si arruolò nell'esercito prussiano.
In novembre del 1851 si trasferì negli Stati Uniti, dedicandosi dapprima all'attività di commerciante nel settore della marina mercantile. Nel 1856 si iscrisse al circolo di scacchi di New York, diventandone in breve tempo il giocatore più forte. 
Nel 1857 partecipò a New York al primo Campionato statunitense di scacchi, ottenendo il 3º posto dietro a Paul Morphy e Louis Paulsen. Nel 1858 venne eletto presidente del circolo di scacchi di New York. Nel 1861 vinse un match a Filadelfia contro Hardman P. Montgomery (7½–2½).
Partecipò alla guerra civile americana con il grado di maggiore nel 58º Reggimento Volontari di New York. Durante la guerra fu anche un corrispondente per il giornale Frank Leslies' Illustrated Newspaper di New York.